# Heilenbach
Heilenbach è un comune di 103 abitanti della Renania-Palatinato, in Germania.
Appartiene al circondario (Landkreis) dell'Eifelkreis Bitburg-Prüm (targa BIT) ed è parte della comunità amministrativa (Verbandsgemeinde) di Bitburger Land.